# Mazarin
Mazarin é um álbum do músico sueco Per Gessle, lançado em 2003.

## Faixas
1. Vilket Håll du Än Går
2. Om du Bara Vill
3. På Promenad Genon Stan (com participação de Marie Fredriksson)
4. Smakar På Ett Regn
5. Gungar
6. Födelsedag
7. Sakta Mina Steg
8. Tycker Om När du Tar På Mej
9. Spegelboll
10. För Brå För Att Vara Sant
11. Här Kommer Alla Känslorna (på En Och Samma Gång)
12. Jag Tror du Bär På En Stor Hemlighet
13. Varmt Igen
14. Mazarin

## Desempenho nas paradas
| Paradas (2003-2004, 2005) | Posição |
| ------------------------- | ------- |
| Noruega                   | 6       |
| Suécia                    | 1       |